# Abschnittsbefestigung Geisberg
Die Abschnittsbefestigung Geisberg befindet sich bei Sandelzhausen, heute einem Gemeindeteil der niederbayerischen Stadt Mainburg im Landkreis Kelheim. Die frühmittelalterliche Abschnittsbefestigung liegt ca. 1050 m südöstlich von Sandelzhausen auf dem Geisberg. Die Höhenburganlage liegt oberhalb des Sandelbachs, der bei Sandelzhausen in die Abens einmündet. Sie wird als „verebnete Abschnittsbefestigung des frühen Mittelalters“ unter der Aktennummer D-2-7336-0156 im Bayernatlas aufgeführt.